# Mohamed Ali Ben Jemaa
Mohamed Ali Ben Jemaa, (AR)  محمد علي بن جمعة) (Tunisi, 13 novembre 1970), è un attore e sceneggiatore tunisino, attivo principalmente in pellicole e sceneggiati tunisini, ma è presente anche in film stranieri, per l'Italia ha partecipato allo sceneggiato Rai San Pietro di Giulio Base con Omar Sharif.

## Filmografia

### Film tunisini

#### Film
- 1997 : Nozze sulla luna di Taïeb Louhichi
- 1998 :
  - Domani brucio di Mohamed Ben Smaïl
  - L'amore di nessuno di Nidhal Chatta
- 2002 : Bambole di argilla di Nouri Bouzid
- 2004 :
  - Matrimonio estivo di Mokhtar Ladjimi: Hamid
  - Nadia e Sarra (it) di Moufida Tlatli
- 2005 : Junun (La follia) di Jalila Baccar e Fadhel Jaïbi
- 2006 :
  - Fiore dell'oblio di Salma Baccar
  - Lambara di Ali Labidi
  - Lei e Lui di Elyes Baccar
- 2007 : L'incidente di Rachid Ferchiou
- 2009 : Cinecittà di Ibrahim Letaïef
- 2012 : Alkannass (film TV) di Yosri Bouassida
- 2016 : Fiore di Aleppo di Ridha Béhi
- 2019 :
  - Figlio di Mehdi Barsaoui
  - Porto Farina di Ibrahim Letaïef : Ali Bahri
- 2022 : L'Isola del Perdono di Ridha Béhi : Ammar

#### Cortometraggi
- 1999 :
  - Nonostante tutto di Mohamed Ben Bechir
  - Foundok el ghalla di Khaled Barsaoui
- 2007 : Preferito di Farès Naânaâ
- 2010 : C'era una volta l'alba di Mohamed Ali Nahdi
- 2015 : Ghasra di Jamil Najjar

### Film stranieri
- 2002 :
  - Il sole assassinato di Abdelkrim Bahloul, con Charles Berling
  - Imperium: Augustus (Ing) di Roger Young, con Peter O'Toole
- 2005 : San Pietro (it) di Giulio Base, con Omar Sharif

### Documentari
- 2000 : Parliamo di Anne Closet
- 2003 : I Veri Gladiatori... Rivelati da Shaun Trevisick
- 2004 : Salaheddin Ayoubi di Shaun Trevisick
- 2005 : Annibale di Shaun Trevisick
- 2006 :
  - Roma Costantino di Tim Dunn
  - Il Vangelo di Giuda di James Barrat

### Video
- 2013 : apparizione nel videoclip di Ghneya Lik (Une Chanson pour toi), una canzone collettiva scritta, composta e prodotta da Bayrem Kilani e diretta da Sami Maatougui ; la clip è diretta da Zied Litayem

### Televisione

#### Serie televisiva
- 1992 : Oueld Enness (Figlio di famiglia) di Moncef Dhouib
- 1995 : Giorni ordinari di Habib Mselmani
- 1998 : Îchqa wa Hkayet (Amore e storie) di Slaheddine Essid
- 1999 : Ghalia (Prezioso) di Moncef El Kateb
- 1999-2000 : Hadhra di Fadhel Jaziri
- 2000 : L'amore e la tempesta di Nejib Belkadhi

- 2002 : Itr Al Ghadhab (Sentimento di rabbia) di Habib Mselmani
- 2003 :
  - Amina (film TV) di Abdellatif Ben Ammar
  - Sayafi di Abdejabar El Bhouri
  - At Azaïez di Slaheddine Essid
- 2004 :
  - Hssabet w Aqabet (Conti e sanzioni) di Habib Mselmani
- 2005-2009 : Choufli Hal (Trovami una soluzione) di Slaheddine Essid
- 2005 : Aoudat Al Minyar (Il ritorno del Miniyar) di Habib Mselmani
- 2006 :
  - Fosha Samaouia (Una pausa in paradiso) di Saïfeddine Sibiî
  - Hkeyet El Aroui (Storie di Eroui) di Habib El Jomni
- 2007 : Kamanjet Sallema (Violino Sallema) di Hamadi Arafa
- 2008 :
- Sayd Errim (La caccia alla gazzella) di Ali Mansour
- Maktoub (Destiny) (stagione 1) di Sami Fehri
- 2009 :
  - Houdou Nesbi (Serenità temporanea) (film TV) di Chawki Mejri
  - Aqfas Bila Touyour (ar) (uccelli fuori dalle gabbie) di Ezzeddine Harbaoui
- 2010 : Garage Lekrik di Ridha Béhi
- 2010-2011: Njoum Ellil (stelle della sera) (stagioni 1-2) di Madih Belaïd
- 2012 : Onkoud El Ghadhab (Il grappolo della rabbia) di Naïm Ben Rhouma : Ilyes
- 2013 :
  - Ti Hassilou di Rabii Tekali.
  - Caméra Café (stagione 1) di Ibrahim Letaïef
  - Layem (I giorni) di Khaled Barsaoui
  - Nsibti Laaziza (La mia cara suocera) (ospite d'onore negli episodi 11 e 14 della stagione 3) di Slaheddine Essid : Dr Mongi
- Yawmiyat Imraa (Diario di una donna) di Khalida Chibeni
- 2014 : Naouret El Hawa (Ruota idraulica pneumatica) (stagione 1) di Madih Belaïd
- 2015 :
  - Lilet Chak (La notte del dubbio) di Majdi Smiri
  - Il rischio di Nasreddine Shili
  - Bolice (Polizia) di Majdi Smiri
- 2016 :
  - Warda w Kteb (Una rosa e un libro) di Ahmed Rjeb : Baha
  - Bolice 2.0 di Majdi Smiri
  - Al Akaber (I grandi) di Madih Belaïd
- 2017 : Dawama (La vasca idromassaggio) di Naïm Ben Rhouma, Habib Mselmani, Mohamed Ali Mihoub e Abdelmonem Hwass : Mortadha Ghanem
- 2019 : Dar Nana (La casa di Nana) di Mohamed Ali Mihoub
- 2021 : El Foundou (Il fondo) di Saoussen Jemni : Mourad
- 2022 : Baraa (Innocenza) di Mourad Ben Cheikh e Sami Fehri : Omar

#### Programmi televisivi
- 2014 : Maândek Win Tohreb (Non hai nessun posto dove scappare) (spettacolo, episodio 13) su Tunisna TV

## Teatro
- 1990-1991 : Klem illil (Parole della sera) di Taoufik Jebali
- 1991-1992 : L'appassionato di Fadhel Jaziri
- 1994 : Noujoum (stelle) di Fadhel Jaziri
- 1995 : Zghonda e Azzouz di Fadhel Jaziri
- 1996 : Banni Banni (Gioco di luci) di Fadhel Jaziri
- 1998 : Gli uccelli del paradiso di Elyes Baccar
- 1999 :
  - La sega preoccupata di Raja Ben Ammar e Moncef Sayem
  - El Amal, revival messo in scena da Raja Ben Ammar
  - Studio teatrale con Fadhel Jaïbi e Nawel Skandrani
- 2001-2005 : Junun (La follia) di Fadhel Jaïbi e Jalila Baccar
- 2003 : I palestinesi di Jean Genet, allestimento di Taoufik Jebali
- 2004 : Carthage Caméléon, produzione di Raouf Ben Amor
- 2005 :
  - Hadhra 5 di Fadhel Jaziri
  - Spettacolo di apertura del campionato mondiale di pallamano, diretto da Béchir Drissi e Mounir Argui
- 2006 : Celebrazione nazionale del 50º anniversario dell'indipendenza della Tunisia, diretta da Béchir Drissi e Mounir Argui
- 2014 : Body to body, messa in scena di Zina Al Halak e Zied Touati

### Assistenza e casting
- Casting : Hannibal di Ghassen Rahabani (1998)
- Cast : Gli uccelli del paradiso (1998)
- Cast : Hadhra (1999)
- Casting e preparazione : Sayafi (2003)
- Aiuto alla regia : Zaza di Fadhel Jaziri (2005)

### Musica
Anche Mohamed Ali Ben Jemaa è un rapper e slammer sotto lo pseudonimo di Dali Ben J. Ha scritto numerosi testi che si avvicinano al rap consapevole.
- 2010 : Quindi canto
- 2011 : Ghaltouni, cita la famosa frase del presidente tunisino Zine el-Abidine Ben Ali, Ena Fhémtkom (ti ho capito), pronunciata durante il suo discorso in dialetto arabo il 13 gennaio 2011.
- 2011 : Foot tu, musica composta da Afif Cherif
- 2012 :
  - Andi Weldi Ya Hodhar
  - Takallam (Speak Up), in duetto con Asma Ben Ahmed, copertina della poesia Al Kalimat di Mnaouar Smadah
- 2013 : Minuto di silenzio, titolo in omaggio a Chokri Belaïd
- 2014 : #Gaza, in duo con Amira Ameur

### Impegno politico
Il 26 maggio 2021 si è unito alle file del partito Afek Tounes.